# Digitaria doellii
Digitaria doellii är en gräsart som beskrevs av Carl Christian Mez. Digitaria doellii ingår i släktet fingerhirser, och familjen gräs. Inga underarter finns listade i Catalogue of Life.